# Чекалин, Фёдор Фёдорович
Фёдор Фёдорович Чека́лин (4 [16] февраля 1844, Пензенская губерния — 22 декабря 1893 [3 января 1894], село Анненково, Саратовская губерния) — русский краевед, историк, археолог.

## Биография
Сын крепостного крестьянина, который откупился от помещика. Родился 4 (16) февраля 1844 года в селе Арчада, Пензенской губернии. Детство провёл в селе Арчада (ныне не существует). Учился в Пензенской гимназии, которую окончил в 1860 году. Затем окончил юридический факультет Московского университета.
После окончания университета в 1866 году служил в судебных учреждениях Саратова. В 1872 году Кузнецким уездным земским собранием избран участковым мировым судьёй. В этой должности в чине титулярного советника он оставался до конца жизни.
Взяв в жёны воспитанницу помещика Галицкого, Чекалин получил за ней участок земли, называемый «Полянки», в 10 верстах от села Анненково. Там он и прожил до конца жизни, вёл регулярные метеонаблюдения, занимался наукой и краеведением, публиковался в саратовской и пензенских губернских газетах, в «Известиях» Казанского общества археологии, истории и этнографии.
В 1880-е годы открыл и исследовал археологические памятники на берегу Суры выше Пензы (в том числе, Золотарёвское городище). Был членом-учредителем Саратовской учёной архивной комиссии.
Похоронен в селе Анненково, где умер 22 декабря 1893 (3 января 1894) года.

## Научная деятельность
Широкую известность среди науки ему принесли работы по археологии, этнографии, истории колонизации саратовского края. Одним из первых привлёк письменные и картографические источники, объяснил происхождение курганов, создал археологическую и этнографическую карты Кузнецкого уезда Саратовской губернии, обследовал следы укреплений сторожевой черты по линии Пенза-Сызрань.
На археологических съездах делал доклады о методике изучения провинциальных архивов, о месте левобережного Саратова и времени его переноса на правый берег.

## Память
Улица Чекалина — главная улица села Анненково Кузнецкого района Пензенской области.